# Penzijní připojištění
Penzijní připojištění nebo také důchodové připojištění (neplést s důchodovým pojištěním neboli penzijním pojištěním, či s důchodovým spořením neboli penzijním spořením) je jeden z možných způsobů spoření – zajištění na penzi a je součástí třetího pilíře důchodového systému.

## Penzijní připojištění se státním příspěvkem
Penzijní připojištění (nebo spíše spoření) vzniklo v roce 1994 vydáním zákona č. 42/1994 Sb., jako státem regulovaný spořicí produkt dlouhodobého a relativně bezpečného ukládání a zhodnocování peněžních prostředků. Novou smlouvu penzijního připojištění bylo možné uzavřít nejpozději 30. 11. 2012. Penzijní připojištění si mohla zřídit kterákoli osoba starší 18 let, která byla občanem ČR či jiné země EU s trvalým pobytem v Česku nebo se účastnila veřejného zdravotního nebo důchodového pojištění v rámci České republiky.
Od 1. 1. 2013 toto spoření bylo nahrazeno novým doplňkovým penzijním spořením.
Původní spoření však existuje stále, pouze se úspory klientů účetně vyčlenily z penzijního fondu do Transformovaného fondu, který od 1. 1. 2013 spravuje penzijní společnost. Spoření i výplata dávek se i nadále řídí původními podmínkami a zejména platným penzijním plánem.

### Výše spoření
Zakládá se na pravidelných měsíčních příspěvcích, které lze na účet transformovaného fondu poukazovat i za delší časová období (čtvrtletí, pololetí, rok) nebo nepravidelně jednorázově. V průběhu penzijního připojištění lze měnit výši měsíčního příspěvku nebo spoření přerušit. K naspořeným příspěvkům klienta jsou připisovány státní příspěvky a jednorázově ročně podíly na zisku Transformovaného fondu (výnosy). Na penzijní připojištění může přispívat také zaměstnavatel.
Možnost přechodu k jiné penzijní společnosti se zachováním dosavadních podmínek byla možné jen do 29. února 2012. Nyní je změna penzijní společnosti možná jen mezi doplňkovým penzijním spořením, tzn. nejdříve je nutný přechod na doplňkové penzijní spoření u stávající penzijní společnosti a až poté změnit penzijní společnost.

### Státní zvýhodnění

#### Státní příspěvky
Stát stejně jako u doplňkového penzijního spoření přispívá státním příspěvkem podle následujícího pravidla:
| Měsíční příspěvek účastníka (Kč) | Státní příspěvek                                |
| -------------------------------- | ----------------------------------------------- |
| 100–299                          | bez státního příspěvku                          |
| 300–999                          | 90 Kč + 20 % z částky nad 300 Kč, (max. 230 Kč) |
| 1000 a více                      | 230 Kč                                          |

Státní příspěvky nelze žádat na příspěvky zaměstnavatele, pouze na příspěvky placené účastníkem.

#### Daňové zvýhodnění pro klienta
Pokud klient za rok vloží na své spoření částku sjednanou jako příspěvek klienta vyšší než 12 000 Kč, získá možnost odečíst si od základu daně z příjmu fyzické osoby část spoření přesahující 12 000 Kč ročně, maximálně však do výše 24 000 Kč ročně. Při pravidelném měsíčním spoření 2 000 Kč (24 000 Kč ročně) získá klient na prvních dvanáct tisíc korun státní příspěvek 2 760 Kč a na dalších dvanáct tisíc korun získá další státní zvýhodnění v podobě daňové úlevy. Pro získání plného státního příspěvku ( 230 Kč měsíčně) a maximálního daňového zvýhodnění je optimální měsíční platba 3 000 Kč. Při základní 15% sazbě daně z příjmu ušetří 3 600 Kč.

#### Zvýhodnění při spoření zaměstnavatele
Zvýhodnění příspěvků zaměstnavatele:
na straně zaměstnavatele
- Příspěvek je daňově uznatelným nákladem v neomezené výši.
- Osvobození od placení pojistného na sociální a zdravotní pojištění do výše příspěvku 50 tis.Kč. Jde o souhrnný limit pro příspěvky na doplňkové penzijní spoření (vč. původního penzijního připojištění) a životní pojištění.

na straně zaměstnance
- Osvobození příspěvku zaměstnavatele od daně z příjmu fyzických osob.
- Osvobození od placení pojistného na sociální a zdravotní pojištění.

obojí max. do výše příspěvku 50 tis.Kč. Jde o souhrnný limit u jednoho zaměstnavatele pro příspěvky na penzijní připojištění/doplňkové penzijní spoření a životní pojištění.

### Garance
Spoření v rámci Transformovaného fondu si udrželo původní vlastnost penzijního připojištění - správce, penzijní společnost musí zajistit připsání pouze kladného výsledku hospodaření. Na roční bázi tak penzijní společnost ručí za kladné zhodnocení. Důsledkem této podmínky je konzervativní charakter investování transformovaného fondu. Penzijní společnosti také zůstala možnost účtovat si za správu prostředků v Transformovaném fondu vyšší poplatky než u ostatních účastnických fondů Doplňkového penzijního spoření.
Pravidla investování podléhají kontrole depozitáře a státnímu dozoru, který vykonává Česká národní banka.
Penzijní fondy jsou ze zákona povinny připsat klientům 85–95 % ze zisku dosaženého za minulý rok (5 % se povinně odvádí do rezervního fondu a o 10 % rozhoduje valná hromada).

### Ukončení spoření, výplata úspor z penzijního připojištění
Podrobné a konkrétní podmínky jsou dány penzijním plánem.

#### Starobní penze
Nárok na výplatu starobní penze vzniká po dosažení 60 let věku klienta a po minimálně 60 měsících placení penzijního připojištění. Ve vyplácené částce jsou zahrnuty všechny vložené prostředky (státní příspěvky, příspěvky zaměstnavatele a jejich zhodnocení).
Starobní penze může být vyplacena jednorázově nebo ve formě pravidelné měsíční renty.

#### Výsluhová penze
Nárok na výplatu výsluhové penze vzniká po 15 letech placení penzijního připojištění. Je vyplácena max. ve výši 50 % celkově naspořené částky. Výsluhová penze však nemusí být na smlouvě sjednána. Výsluhová penze může být vyplacena stejně jako starobní jednorázově nebo ve formě pravidelné měsíční renty.
Zjednodušeně můžeme popsat spoření v transformovaném fondu (penzijním připojištění) jako dvě konta, kdy se vložená částka rozdělí na dvě konta, jedna polovina se ukládá na konto starobní penze a druhá polovina na konto výsluhové penze. Konto starobní penze lze vybrat kdykoli po dovršení 60 let věku, zatímco konto výsluhové penze kdykoliv po 15 letech spoření.

#### Invalidní penze
Je vyplácena po prokázání přiznání plného invalidního důchodu podle podmínek penzijního plánu.

#### Pozůstalostní penze
Je vyplácena oprávněným osobám v případě smrti spořicího klienta. Nárok na výplatu vzniká po zaplacení 36 měsíčních splátek.

#### Odbytné
V případě předčasného ukončení smlouvy (před nárokem na starobní a výsluhovou penzi) je možná výplata úspor bez státních příspěvků. Nárok na odbytné vzniká zaplacením minimálně 12 měsíčních plateb. Může být od r. 2009 podmíněno (a téměř bez výjimky je) zaplacením poplatku až 800 Kč v případě, kdy neuplynulo 5 let od sjednání smlouvy.